# Jakub ze Salzy
Jakub ze Salzy (srpen 1481?, pravděpodobně Pisarzowice blízko Lubaně – 25. srpna 1539, Nisa) byl vratislavský biskup.

## Životopis
Jakub ze Salzy pocházel z hornolužické šlechty. Studoval v Lipsku, Boloni a Ferraře, kde roku 1508 získal doktorát z obojího práva. Od roku 1511 byl hejtmanem Hlohovského knížectví a od roku 1512 kanovníkem hlohovské kapituly a děkanem kapituly svatého Kříže ve Vratislavi. Orok později se stal scholastikem katedrální kapituly a 1. září 1520 byl zvolen biskupem. Papež poté z politických důvodů více než rok zdržoval schválení volby. Biskupského svěcení se Jakubovi ze Salzy dostalo až 17. prosince 1521.
Za doby jeho episkopátu se ve Slezsku rozvíjel protestantismus. Z katolické víry konvertovala dokonce celá biskupova rodina, katolíkem zůstal pouze Jakub ze Salzy. Snažil se udržet jednotu církve a proto proti protestantům otevřeně nevystupoval. Považoval se za nadřízeného všech slezských duchovních. Tento přístup sice pomohl vyhnout se konfliktu, ovšem urychlil postup reformace ve Slezsku.
Ostatky Jakuba ze Salzy jsou uloženy v kostele svatého Jakuba v Nise.